# Dirck van der Lisse
Dirck van der Lisse (Den Haag, 6 augustus 1607 - begraven Den Haag, 31 januari 1669) was een Nederlandse kunstschilder.

## Leven en werk
Van der Lisse verhuisde in 1626 naar Utrecht, waar hij in de leer ging bij Cornelis van Poelenburch. 
Rond 1635 kreeg hij samen met Van Poelenburch en twee andere schilders van prins Frederik Hendrik een opdracht voor schilderijen voor het Huis Honselaarsdijk.
Tussen 1635 en 1640 woonde hij afwisselend in Utrecht en Den Haag, tot hij zich definitief weer in Den Haag vestigde. Hij werd in 1644 lid van het Haagse Sint-Lucasgilde. Hij was daarnaast als schepen actief in het bestuur van de stad. In 1656 was Van der Lisse betrokken bij de oprichting van het kunstenaarsgenootschap Confrerie Pictura. Aanvankelijk schilderde hij vooral italianiserende landschappen, waarin ook geregeld mythologische figuren een rol speelden. In zijn latere leven schilderde hij meer portretten. Van 1659 tot aan zijn overlijden was hij verscheidene keren burgemeester van Den Haag.